# 王玉璞 (1921年)
王玉璞（1921年11月—2011年7月19日），男，天津人，中华人民共和国政治人物，曾任贵州省政协副主席，中国民主建国会贵州省委员会主任委员。